# فرودگاه پیکنز کانتی (کارولینای جنوبی)
 فرودگاه پیکنز کانتی، کارولینای جنوبی (به انگلیسی: Pickens County Airport (South Carolina)) یک فرودگاه همگانی بهره‌برداری هوایی با کد یاتا LQK است که یک باند فرود آسفالت دارد و طول باند آن ۱۵۲۵ متر است. این فرودگاه در کشور ایالات متحده آمریکا قرار دارد و در ارتفاع ۳۰۹ متری از سطح دریا واقع شده است.